# Grimmia perichaetialis
Grimmia perichaetialis là một loài Rêu trong họ Grimmiaceae. Loài này được P. de la Varde mô tả khoa học đầu tiên năm 1955.